# Шаховской, Михаил Миронович
Князь Михаил Миронович Шаховской — московский дворянин и воевода во времена правления Михаила Фёдоровича и Алексея Михайловича.
Из княжеского рода Шаховские. Единственный сын воеводы, князя Мирона Михайловича Шаховского.

## Биография
Показан в жильцах. В 1626 году патриарх Филарет Никитич приказал ему быть у себя в стольниках. В декабре 1630 года пожалован в царские стольники. В 1634 году показан на службе в Можайске, но в какой должности не упомянут. В 1644—1645 годах воевода в Переславле-Залесском. В 1646—1647 годах на службе в Ливнах и Белгороде, но в какой должности опять не показан. В 1649—1650 годах воевода в Пронске. В 1658 году в Боярской книге показан московским дворянином. В 1659 году воевода в Вильме.
Женат с 1627 года на Фёдоре Ивановне урождённой Хохловой, дочери Ивана Петровича Хохлова и княгини Марфы Болховской, давшим в приданое вотчину сельцо Боловино в Берёзопольском стане Нижегородского уезда.
По родословной росписи показан бездетным.